# Abdelhamid Escheikh

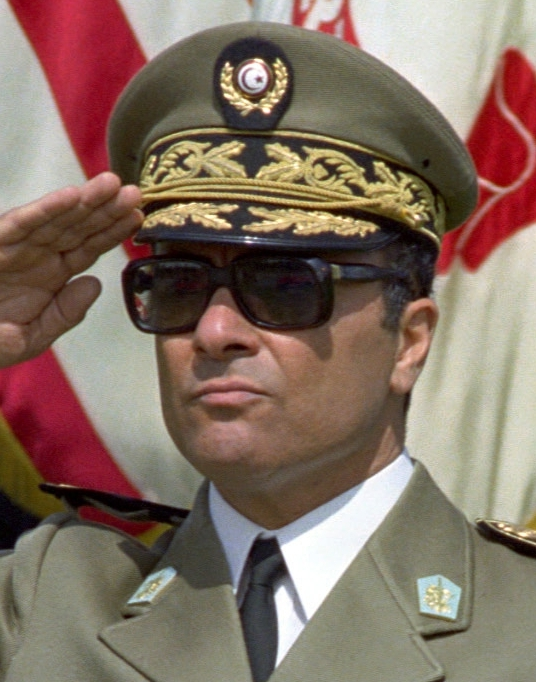
Abdelhamid Escheikh (1981)

Abdelhamid Escheikh (arabisch عبد الحميد الشيخ, DMG ʿAbd al-Ḥamīd aš-Šaiḫ; * 10. März 1935 in Tunis; † 4. November 1999 ebenda) war ein tunesischer General, Diplomat und Politiker der Sozialistischen Destur-Partei, der Chef des Stabes des Heeres, Chef des Generalstabes der Streitkräfte, mehrmals Botschafter sowie zwischen 1988 und 1990 Außenminister war.

## Leben
Escheikh begann nach dem Schulbesuch zunächst ein Studium der Rechtswissenschaften und trat nach der Unabhängigkeit Tunesiens von Frankreich 1956 in die neu gegründeten Streitkräfte ein. Nachdem er die Militärschule Saint-Cyr absolviert hatte, fand er Verwendung als Offizier im Heer. Später absolvierte er zwischen 1965 und 1966 das Command and General Staff College (CGSC) der US Army in Fort Leavenworth sowie von 1970 bis 1972 die École supérieure de guerre. Zuletzt war er Chef des Stabes des Heeres und danach bis 1981 Chef des Generalstabes der Streitkräfte und wurde als solcher zum jüngsten Generalleutnant der Streitkräfte befördert.
1981 schied Escheikh aus dem aktiven Militärdienst aus und trat in den diplomatischen Dienst ein. Zunächst fungierte er zwischen 1981 und 1986 Botschafter im Sudan sowie danach von 1986 und 1987 als Botschafter im Senegal und war als solcher zugleich in Personalunion als Botschafter in Guinea sowie in Mali akkreditiert. Im Anschluss war er als Nachfolger von Fouad Mebazaa vom 12. April bis zu seiner Ablösung durch Hamouda Ben Slama am 27. Juli 1988 zunächst erst Minister für Jugend und Sport im Kabinett von Premierminister Hédi Baccouche sowie danach für einige Monate Botschafter in Algerien. Am 7. November 1988 löste er Mahmoud Mestiri als Außenminister ab und bekleidete dieses Ministeramt bis zum 3. März 1990, woraufhin Ismail Khelil sein Nachfolger wurde. Er selbst wiederum übernahm am 3. März 1990 als Nachfolger von Chédli Neffati das Amt als Innenminister im Kabinett von Premierminister Hamed Karoui und hatte dieses bis zu seiner Ablösung durch Abdallah Kallel am 17. Februar 1991 inne.
Nachdem Escheikh im Anschluss von 1991 bis 1996 Botschafter in Frankreich war, fungierte er zuletzt von 1996 bis zu seinem Tode als Vorsitzender des Sonderkomitees zur Organisation der Mittelmeerspiele 2001 in Tunis.